# 長谷寺 (豊川市)

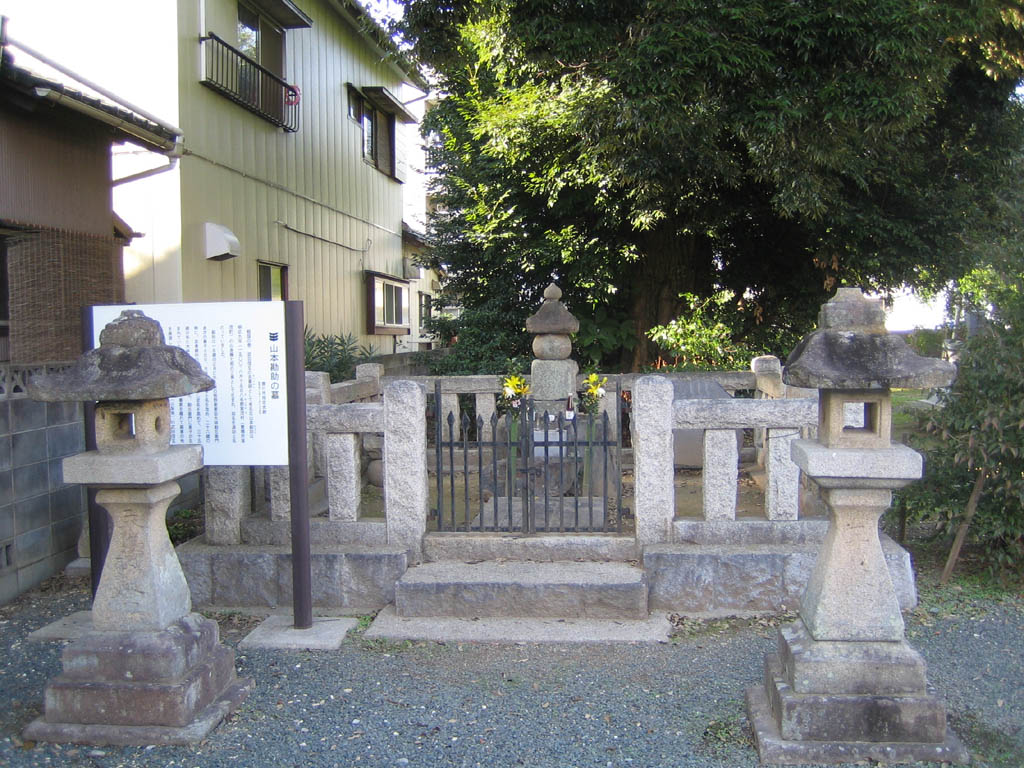
山本勘助の墓（豊川市指定史跡）

長谷寺（ちょうこくじ）は、愛知県豊川市にある浄土宗の寺院である。山号は武運山。本尊は阿弥陀如来。

## 歴史
開祖は、牛久保城寄騎の真木氏出身とみられる念宗法印（真木宗成）。元は真言宗であったが、現在は浄土宗となっている。武田信玄の軍師として知られる山本勘助の墓（遺髪塚。豊川市指定史跡）がある。『牛窪記』に記述がある牧野家守本尊の観世音菩薩像や、勘助念持仏という摩利支天（豊川市指定文化財）もある。

## 交通アクセス
- JR飯田線 牛久保駅から徒歩で約10分。